# Casa de Calheiros
A Casa de Calheiros tem origem no século XIII na família nobre portuguesa dos Calheiros proveniente do Alto Minho, e está ligada ao Solar que traz o seu nome o Paço de Calheiros.

## História
A história dos Calheiros está ligada à história da fundação de Portugal em 1143, e desde os tempos imemoriais ao Solar que traz o seu nome, o Paço de Calheiros.
Francisco Silva de Calheiros e Menezes é o actual representante da familia Calheiros, chefe do nome de armas de Calheiros, Senhor do Solar de Calheiros e representante do Título de Conde de Calheiros e Casa de Calheiros.
A Honra dos Calheiros foi confirmada por D. Diniz e mais tarde por D. Afonso IV em 1336, altura em que já a família prestava grandes serviços ao Reino.
Já no séc. XII existem referências a Rodrigo Fernandes de Calheiros, companheiro de armas de Gonçalo Eanes da Nóvoa, seu futuro Mestre na Ordem de Calatrava. O seu filho Fernão Rodrigues de Calheiros, foi um ilustre trovador (movimento do trovadorismo) e percussor da poesia galaico-portuguesa:
"Por quantos eu vejo d'Amor queixar,
se ar visse quem se loasse en,
bem mi o podia desdizer alguém
do que del digo; mais nom há i tal
a que[m] eu veja d'Amor dizer al
senom quant'eu digo que padeci,
sem bem d'Amor, que nunca eu prendi."
Cantiga d'amor: Já m'eu quisera leixar de trobar, Fernão Rodrigues de Calheiros Séc XIII.
Ainda no séc. XII de notar o percurso do cavaleiro Pedro (Pero) Fernandes de Calheiros na Ordem de Santiago, onde foi comendador de Mont Ferrando e de Toledo da dita Ordem.
Corriam por estes anos as guerras com a Coroa de Castela e a Martim Martins Calheiros é confiada a Alcaidaria do Castelo da Guarda, praça militar importantíssima no xadrez militar. Em 1357 é lhe confiada também a Alcaidaria do Castelo de Sabugal e de Penamacor, nomeações que mais tarde foram transmitidas para o seu filho Vasco Pires de Calheiros.
Em 1385 El-Rei Dom João I vem ao Minho, onde o Condestável D. Nuno Alvares Pereira lidera a tomada a praça  de Ponte de Lima. Lopo Gomes de Lira, Alcaide de Ponte do Lima, havia tomado o partido de Espanha. Garcia Lopes de Calheiros, tem um papel decisivo na conquista da praça de Ponte de Lima e do Castelo do Neiva e é considerado um dos grandes heróis da crise dinástica, tendo sido agraciado com muitas honras benesses por el Rei D. João I.
Por Carta passada em 21 de Maio de 1385 por El-Rei D. João I, é doada a Garcia Lopes de Calheiros os quintos, direitos reais e devesas da vila de Ponte do Lima, o padroado do Mosteiro de Vitorino das Donas e da Igreja de Calheiros, a freguesia de Santo Estevão da Facha, as terras de Burral do Lima e de São Martinho e ainda todos os bens e móveis e de raiz de Lopo Gomes de Lira. Diz a dita Carta, El Rey D. João...A quantos esta carta virem Fazemos saber que Nós querendo fazer graça e mercê a Garcia Lopes, escudeiro, morador em Ponte de LIma, portador d'esta carta, por muito serviço que d'elle Recebemos e intendemos de receber mais ao deante, temos por bem e Mandamos que elle tenha e haja de Nós, d'este dia para todo o sempre a nossa terra de Santo Estevão com todos os direitos, fintas e novas rendas e foros (...) 
Por esta altura a família administrava vastos domínios incluindo o Solar de Calheiros, as Terras de Santo Estevão, Beiral do Lima e Reguengo de Castelo (1424), o senhorio das Terras de Burral e o Almoxarifado de Ponte de Lima (1453), o senhorio das Devezas de Ponte do Lima (1454).
A família lutou muitas guerras pelo Rei e pelo Reino, tendo o próprio Diogo Lopes de Calheiros estado na tomada de Tânger. O seu pai, Garcia Lopes de Calheiros, o Cavaleiro, foi armado cavaleiro em pleno campo de batalha em Arzilla pelo valor em combate.
Também nas Índias há múltiplos relatos dos feitos dos descendentes directos da Casa de Calheiros. Num excerto da História da Índia - Década XIII de António Bocarro (aclamado autor que prosseguiu com a obra das Décadas da Ásia de João de Barros) podemos ler as operações navais levadas a cabo por Francisco Lopes de Calheiros no séc XVI:
"(...) Francisco Lopes Calheiros, que alli estava com um seu navio armado de soldados, e lhe mostrou quão grande serviço faria a sua Magestade em sahir a cobrar a embarcação do portuguez, e ver também se podia tomar a dos inimigos.
(...) com que partiu sem mais dilação, e da sua partida a dois dias tornou com a embarcação do casado de Malaca e o pataxo dos holandezes, porque investindo-o com grande esforço o entrou e rendeu á espada, sem os inimigos fazerem mais que renderem-se, vendo-se abordados e entrados pelos portuguezes, e que como leões famintos arremetiam a elles. E assi, metendo-os Francisco Lopes no seu navio, entrou em Malaca ás dez horas da noite, d'onde mandou logo recado a António Barreto, que se alegrou tudo o que podia ser, e muito mais quando pela manhã viu dezenove holandezes captivos, mui grandes e bem dispostos para os poder trazer ao visorei, por serem dos primeiros que se tomaram n'este Estado. "
Também no Brasil os Calheiros tiveram uma forte participação nos destinos do país. No século XVIII, o ramo da família apoiante da independência do Brasil adotou o nome de Oiticica. Foi comum nesta altura, que as grandes casas adotassem nomes locais Índios mostrando o seu apoio a D.Pedro. No campo arquitectónico e artístico destaca-se António Pereira de Calheiros, Mestre Arquitecto, a quem é atribuída entre outras a autoria da Igreja de São Pedro dos Clérigos, em Mariana, e a Igreja de Nossa Senhora do Rosário dos Pretos, em Ouro Preto, obras consideradas expoentes máximas do Barroco mineiro. No campo político teve grande influência António Lopes de Calheiros e Menezes, Juiz Desembargador e Presidente do Senado do Rio de Janeiro, tomando um papel importante na ratificação da Carta Constitucional pelo Príncipe Regente D.Pedro em 1821.
O assento da família é na freguesia de Calheiros na província do Minho, no Norte de Portugal. O Paço de Calheiros, notável e imponente edifício, é tradicionalmente considerado como o mais representativo das nobres casas de Ponte de Lima. Situado na encosta de uma das colinas que circundam a Vila, o Paço de Calheiros domina, a perder de vista, um dos mais grandiosos cenários do Minho.
Ao fundo de uma carreira de seculares cupulíferas de dimensões gigantescas abre-se um portal, com lápide cuja legenda em gótico de 1450, diz:
"D’ sta: antiga e nobre Casa Procedem os Calheiros Fidalgos d’ Solar"
O Solar foi mandado construir no século XVII por Francisco Jácome Lopes de Calheiros, Senhor do Couto de Calheiros, que demoliu a velha torre dos Calheiros e usou a sua pedra no Solar. Ainda hoje existem vestígios da antiga Torre, no campo dos Paços Velhos, onde foi encontrado o forno medieval, peça de grande valor arqueológico.
A família nunca deixou a casa, sendo apontada como uma das que conservam ainda esta nobre particularidade.

## O Paço de Calheiros
O Paço de Calheiros é o Solar de onde procedem os Calheiros.
Situa-se na freguesia de Calheiros no Concelho de Ponte do Lima no Norte de Portugal.
O Solar veio substituir a antiga torre dos Calheiros, tendo sido mandado construído em finais no século XVII por Francisco Jácome de Calheiros e Menezes.
É considerado um dos mais belos exemplares da arquitectura solarenga portuguesa da época, integrando os traços arquitectónicos típicos das casas nobres do Minho. São no entanto apontadas algumas características singulares, como a existência de duas fachadas, uma com as duas torres nobres, e a fachada a Este, no terreiro do Paço com a Capela ao centro.
O Paço de Calheiros abriu as portas ao turismo nos anos 80 do século XX, sendo tida como uma solução para manter vivas as grandes casas.
Em seu redor estão os jardins classificados de históricos, e a quinta cuja principal actividade é a produção do Vinho Verde Loureiro e Vinhão.
Também de mencionar é o Arquivo documental do Paço de Calheiros, acervo de elevado valor que foi recentemente alvo de um estudo de catalogação e divulgação pela Associação Portuguesa de História da Vinha e do Vinho com o apoio da Fundação Gulbenkian, Câmara Municipal de Ponte de Lima e da CVRVV - Comissão de Viticultura da Região dos Vinhos Verdes.

## Brasão de Armas dos Calheiros

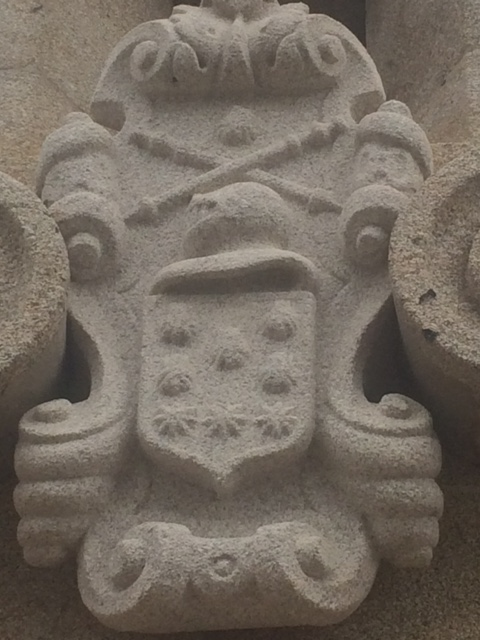
Brasão de Armas dos Calheiros - Pedra de Armas da fachada do Paço de Calheiros

Alguns Genealogistas traçam a ascendência dos Calheiros a D. Ayres de Nunes na Galiza e por isso adotaram as vieiras e os Bordões de Santiago de Compostela. O nome do Apostolo era o grito de Guerra nas frequentes escaramuças contra os Sarracenos, onde após as vitórias empunhavam o bastão de peregrino e iam ao túmulo do Santo agradecer as vitórias e perdão pelos excessos cometidos.
A pedra de armas dos Calheiros, tem o escudo em campo azul, com cinco vieiras de prata estendidas em preto, e em contra-chefe três de estrelas de ouro em facha de cinco pontas cada uma;
Na Casa de Calheiros está também representada a Honra dos Azevedo, por casamento de D. Maria Emília da Madre de Deus Falcão Cota de Bourbon de Azevedo e Meneses (irmã do 1º Conde de Azevedo que morreu sem geração) com Francisco Lopes Calheiros de Menezes e Benevides.

## Memorial de Calheiros
Em 1568, Diogo Lopes de Calheiros, Provedor da Santa Casa de Misericórdia de Viana do Castelo e Almoxarife dos Armazéns do Reino, escreve uma resenha genealógica das famílias da Ribeira Lima conhecida como o Memorial de Calheiros.
O Memorial serve ainda hoje de base para muitos estudos de genealogia, sendo pois uma obra de grande valor histórico.
Extrato do Memorial de Calheiros:
(...) Na freguesia de Santa Eufémia de Calheiros antigamente havia sete quintas todas de filhos de algo e agora nào ha outra, somente a casa e honra muito antiga donde procedem os Calheiros de solar e cota de armas conhecida e isto digo com verdade que o vi na torre do tombo, no primeiro livro d’el-Rei D. Joào de Boa Memoria e tenho no meu cartório, papeis disso da Torre do Tombo, tirados por alvarà del-Rei. Todos os mais procedem de lavradores. (...)
(...) No tempo de quatrocentos nào procedia nem havia honradas gerações na dita vila, somente os Rochas, os Velhos e um Barros, criado do rei, homem fidalgo e de muita marca, ao qual, el-Rei D. Joào de Boa Memoria entregou as chaves da dita vila no tempo das guerras. Assim que estas três geraçoes sào muito antigas e nobres e assim os que agora procedem das ditas gerações. E todos os mais eram mareantes e pescadores, naquele tempo (...)

## Membros Ilustres da Casa de Calheiros
- Fernão Rodrigues de Calheiros, Poeta e trovador ilustre (Séc XII/XIII)[3]
- Pedro Fernandes de Calheiros, Cavaleiro e Comendador da Ordem de Santiago em Mont Ferrando e Toledo. [4]
- Martim Pires Calheiros, Alcaide da Guarda, do Castelo de Sabugal e do Castelo de Penamacor (Séc. XIV) [5][6][14]
- Vasco Pires Calheiros, Alcaide da Guarda, do Castelo de Sabugal e do Castelo de Penamacor (Séc. XIV)
- Garcia Lopes de Calheiros, o Velho, Herói da tomada de Ponte de Lima e Castelo do Neiva, Alcaide-Mor de Ponte de Lima (Séc. XV) [15]
- Garcia Lopes de Calheiros, o Cavaleiro, Herói da Batalha de Arzilla (Séc. XV)
- Diogo Lopes de Calheiros, Almoxarife dos Armazéns do Reino, Autor do afamado Memorial de Calheiros, Provedor Santa Casa da Misericórdia de Viana do Castelo (Séc. XVI) [15][16]
- Baltazar de Calheiros, Governador da Capitania de Bardez de Goa (Séc. XVI)
- Francisco Lopes de Calheiros, Capitão nas Índias – Índias (Séc. XVI) [11][17]
- João Barbosa Calheiros, Capitão nas Índias (Séc. XVI) [18]
- Francisco Jácome Lopes de Calheiros e Menezes, Mestre de Campo na Guerra de Sucessão de Espanha, Governador Militar da Praça de Monção, Cavaleiro da Ordem de Cristo, mandou construir o Paço de Calheiros com a sua configuração actual. (Séc. Séc. XVII/XVIII)
- Manuel Pereira de Calheiros, Governador de Cabo Verde (Séc. XVIII)
- Francisco Lopes de Calheiros e Menezes, Coronel dos Dragões de Chaves e Milícias de Vila do Conde, Guerras Peninsulares, condecorado pelo valor em combate, Comenda da Ordem de Aviz (Séc. XVIII/XIX)
- António Pereira de Calheiros, Mestre Arquitecto, considerado um dos expoentes máximos do Barroco mineiro a quem se atribui a autoria da Igreja de São Pedro dos Clérigos, em Mariana, e a Igreja de Nossa Senhora do Rosário dos Pretos, em Ouro Preto. (Séc. XVIII) [19]
- Pedro Lopes de Calheiros e Menezes, Major do Exército, Guerras Liberais, Cavaleiro da Ordem de Cristo (nomeação de D. João VI)[20][20][21]
- António Lopes de Calheiros e Menezes, Fidalgo da Casa Real, do Desembargo do Paço, Cavaleiro da Ordem de Cristo, Juiz de Fora do Geral na Corte do Rio de Janeiro e seu termo, Provedor dos Bens e Fazendas dos Defuntos e Ausentes, Capelas e Resíduos, Juiz do Crime do Bairro da Candelária, da Sisa e Dízima Real, Cativos, Auditor de Guerra, Presidente do Senado da Câmara do Rio de Janeiro. (Séc. XVIII/XIX) [12]
- Francisco Lopes de Calheiros e Menezes, Capitão de Infantaria, Comandante do Batalhão Móvel dos Arcos, Guerras Liberais, Cavaleiro da Ordem Militar de São Bento de Aviz (nomeação da Rainha D. Maria) (Sec. XIX)
- Sebastião Lopes de Calheiros e Menezes, General do Exercito, Governador de Angola, Governador de Cabo Verde, Ministro de Estado e da Fazenda, Ministro das Obras Públicas, Par do Reino, Conselheiro de Sua Majestade Fidelíssima (Séc. XIX) [22]
- Francisco Xavier Calheiros Bezerra, Brigadeiro do Exercito, Governador de Valença e Governador de Armas Interino da Província do Minho (Séc. XIX)
- Francisco Lopes de Calheiros e Menezes, Conde de Calheiros, Presidente da Câmara Municipal de Ponte do Lima, Deputado às Cortes, Par do Reino (Séc. XIX) [23]
- D. Luís de Calheiros e Menezes, Conde da Guarda, Ministro de Estado, Par do Reino, Alcaide-mor de Seia, Comendador da Ordem de Cristo (Séc. XIX) [24]
- Cândido Augusto de Albuquerque Calheiros, Conde da Covilhã, Deputado às Cortes, Comendador e Grã-Cruz da Ordem Civil do Mérito Agrícola e Industrial Classe Industrial e Comendador da Ordem de Carlos III de Espanha (Séc. XIX) [25]
- Embaixador Francisco de Calheiros e Menezes, Diplomata, Chefe da Missão Portuguesa junto da Sociedade das Nações, Salvou centenas de perseguidos durante a Segunda Guerra Mundial, enquanto Embaixador na Turquia (1941 a 1944). (Séc. XIX/Séc. XX) [26]